# Skawina
Skawina és una ciutat del sud de Polònia situada a la Voivodia de la Petita Polònia des de l'any 1999, anteriorment a la Voivodia de Cracòvia (1975-1998). El 2023 tenia 44.022 habitants.